# Welcome to the Ballroom
Ballroom e yōkoso (ボールルームへようこそ, Bōrurūmu e yōkoso, litt. « Bienvenue dans la salle de bal »), aussi appelé en anglais Welcome to the Ballroom, est une série de manga écrite et dessinée par Tomo Takeuchi. Elle raconte l'histoire d'un adolescent japonais nommé Tatara Fujita, un jeune homme sans intérêt ni passion particulière, qui est plongé dans le monde de la danse compétitive après une rencontre fortuite.
La série est prépubliée dans le magazine de shōnen manga de Kōdansha Monthly Shōnen Magazine depuis novembre 2011. Une version française sera publiée par Noeve Grafx à partir de mai 2021.
Une adaptation en série télévisée d'animation par le studio Production I.G est diffusée pour la première fois au Japon entre le 9 juillet et le 17 décembre 2017 ; le service de vidéo à la demande Amazon Prime Video diffuse la série sous le titre Bienvenue au bal (Welcome to the Ballroom) pour les territoires francophones.

## Synopsis
Tatara Fujita est un adolescent qui ne sait pas quoi faire de son avenir, bien que son père et son titulaire de classe tentent de le pousser à se décider, sans succès. Le jeune homme essaie tout de même de trouver quelque chose qu'il pourrait poursuivre de toute sa vie, mais sans réelle motivation. Un jour, après une conversation avec son titulaire de classe, Tatara est intrigué par une affiche posée sur un lampadaire recherchant des employés pour travailler à temps partiel. Au même moment, d'anciens camarades de classe apparaissent et lui extorquent de l'argent tout en se moquant de lui. Avant que les choses ne dégénèrent, un homme à moto apparaît et intervient pour qu'ils fichent la paix à Tatara : il s'agit de Kaname Sengoku, un danseur professionnel et très populaire. Une fois les harceleurs partis, le motard saisit le jeune et l'emmène dans le studio de danse Ogasawara, croyant que ce dernier était trop timide pour entrer, alors qu'en réalité, l'annonce d'emploi se trouvait juste à côté de celle du studio de danse. À partir de ce moment, Tatara découvre un nouveau monde, celui de la danse compétitive. Lui qui a toujours été indécis devient rapidement passionné par cette discipline sportive.

## Personnages
Tatara Fujita (富士田 多々良, Fujita Tatara)
Voix japonaise : Shinba Tsuchiya (ja)
Un adolescent en 3e année au collège Shiritsu Tamamura. Il dispose d'un très bon sens de l'observation, ce qui lui permet en outre d'apprendre des mouvements dès qu'il les a vus. Ce dernier n'avait aucune connaissance dans la danse de compétition, il a été invité au début de l'histoire par Kaname et Shizuku dans le studio de danse de salon pour apprendre. Alors qu'il a du mal à apprendre avec les mots, Tatara est bon à reproduire les mouvements de danse qu'il a observé.
Shizuku Hanaoka (花岡 雫, Hanaoka Shizuku)
Voix japonaise : Ayane Sakura
Également en 3e année au collège Shiritsu Tamamura, c'est une amatrice de championnat. Elle prévoit d'étudier à l'étranger avec son partenaire Hyōdō l'année prochaine.
Kaname Sengoku (仙石 要, Sengoku Kaname)
Voix japonaise : Toshiyuki Morikawa
C'est un professionnel des championnats, il a été deux fois champion dans plusieurs danses telles que les Latines. Il frappe souvent les gens du fait de sa personnalité agressive, Tatara en souffre principalement. Par ailleurs, il a pris ce dernier sous sa tutelle.
Kiyoharu Hyōdō (兵藤 清春, Hyōdō Kiyoharu)
Voix japonaise : Nobuhiko Okamoto
C'est également un adolescent en 3e année de collège, il est aussi un amateur de championnat et un prodigieux danseur avec une danse sans motivation, sa partenaire est Shizuku, avec laquelle ils dansent depuis 9 ans ensemble.
Gaju Akagi (赤城 賀寿, Akagi Gaju)
Voix japonaise : Kentarō Tomita (ja)
C'est un lycéen de première année, il est un des finalistes de la Mikasanomiya Cup. C'est le grand-frère de Mako. Il a toujours voulu être le partenaire de Shizuku.
Mako Akagi (赤城 真子, Akagi Mako)
Voix japonaise : Sumire Morohoshi
Mako est en deuxième année de collège. Elle est la sœur et la partenaire de Gaju, elle a une personnalité craintive. Elle était temporairement la partenaire de Tatara après que son frère Gaju s'est mis avec Shizuku.
Chinatsu Hiyama (緋山 千夏, Hiyama Chinatsu)
Voix japonaise : Chinatsu Akasaki,
C'est la camarade de classe et la partenaire de Tatara. Quand elle était collégienne, elle avait le rôle de meneur, qui est habituellement joué par des hommes.
Tamaki Tsuburaya (円谷 環, Tsuburaya Tamaki)
Voix japonaise : Mamiko Noto
Elle est la gérante du studio de danse Ogasawara. Elle est assez belle pour se faire appeler « Onee-chan » (お姉ちゃん) par Tatara.
Marisa Hyōdō (兵藤 マリサ, Hyōdō Marisa)
Voix japonaise : Yūko Kaida
Elle est la mère de Kiyoharu, c'est une ancienne championne de niveau professionnel.
Karen Banba (番場 可憐, Banba Karen)
Voix japonaise : Yūki Kodaira (ja)
Une instructrice du studio de danse Ogasawara.
Tomichika Jinbo (仁保 友親, Jinbo Tomichika)
Voix japonaise : Chado Horii (ja)
Un instructeur du studio de danse Ogasawara. Il est spécialisé dans les Latines.

## Production et supports

### Manga
La dessinatrice Tomo Takeuchi a lancé la série dans le numéro de décembre 2011 du Monthly Shōnen Magazine, le magazine de prépublication de manga shōnen de Kōdansha, paru le 5 novembre 2011. La série a été compilée en douze volumes tankōbon à ce jour.
La série a été interrompue en février 2016 en raison de la mauvaise santé de l'auteur, mais elle est revenue en février 2017. En raison d'une complication de sa santé, Tomo Takeuchi a choisi de raccourcir les chapitres de la série à partir du numéro de novembre 2017 du magazine, paru le 6 octobre 2017, tout en préparant les prochains. À partir de décembre 2017, la série était à nouveau en pause dû à la santé de l'auteure qui s'est détériorée,,.
La dessinatrice a annoncé en mai 2019 qu'elle se préparait à reprendre son manga dont le numéro de juillet 2019 du magazine, sorti le 5 juin 2019, a indiqué qu'un nouveau chapitre sortirait dans le numéro d'août 2019, publié le 5 juillet 2019,. Ballroom e yōkoso connait de nouveau une pause indéfinie depuis janvier 2020 due à la mauvaise santé de l'autrice l'empêchant de suivre le rythme de parution. 
En Amérique du Nord, la version anglaise est éditée par Kodansha Comics depuis septembre 2016. En Espagne, la série est publiée par Milky Way Ediciones depuis octobre 2017,. En décembre 2020, Noeve Grafx annonce l'acquisition de la licence du manga pour la version française dont le premier tome paraît le 25 juin 2021,.

#### Liste des volumes
| no | Japonais          | Japonais          | Français        | Français                                                                 |
| no | Date de sortie    | ISBN              | Date de sortie  | ISBN                                                                     |
| --- | ----------------- | ----------------- | --------------- | ------------------------------------------------------------------------ |
| 1 | 7 mai 2012        | 978-4-06-371329-9 | 25 juin 2021    | 978-2-4906-7681-1 (édition standard) 978-2-3831-6255-1 (édition limitée) |
| Liste des chapitres : - Heat 1 : Bienvenue au studio de danse Ogasawara ! (小笠原ダンススタジオへようこそ, Ogasawara Dansu Sutajio e Yōkoso) - Heat 2 : Les figures de base (シャドー・ベーシック, Shadō・Bēshikku) - Heat 3 : L'heure de la valse (ワルツを踊れ, Warutsu o Odore) |                   |                   |                 |                                                                          |
| 2 | 17 juillet 2012   | 978-4-06-371339-8 | 29 octobre 2021 | 978-2-3831-6014-4                                                        |
| Liste des chapitres : - Heat 4 : La coupe du prince Mikasa (三笠宮杯, Mikasanomiya Hai) - Heat 5 : L'extase du danseur (ダンサーズ・ハイ, Dansāzu・ Hai) - Heat 6 : Les partenaires (パートナー, Pātonā) - Heat 7 : Tatara entre en piste (たたらの舞台, Tatara no Butai) |                   |                   |                 |                                                                          |
| 3 | 16 novembre 2012  | 978-4-06-371354-1 | 14 janvier 2022 | 978-2-3831-6046-5                                                        |
| Liste des chapitres : - Heat 8 : La coupe Tenpei (天 平杯, Tenpei Hai) - Heat 9 : Réalité (現実, Genjitsu) - Heat 10 : Cible (ターゲット, Tāgetto) - Heat 11 : La fleur et le cadre (花と額縁, Hana no Gakubuchi) - Extra heat : Discussion entre filles à l'école de dans Ogasawara (小笠原ダンススタジオガールズトーク, Ogasawara Dansu Sutajio Gāruzu Tōku)                                                                                         |                   |                   |                 |                                                                          |
| 4 | 17 avril 2013     | 978-4-06-371373-2 | 20 mai 2022     | 978-2-3831-6115-8                                                        |
| Liste des chapitres : - Heat 12 : 赤城賀寿 (Akagi Gaju) - Heat 13 : ボルテージ (Borutēji) - Heat 14 : 伝播 (Denpa) - Heat 15 : 特別振り付け (Tokubetsu Furitsuke) - Heat 16 : 判定 (Hantei) |                   |                   |                 |                                                                          |
| 5 | 17 septembre 2013 | 978-4-06-371388-6 | 17 février 2023 | 978-2-3831-6214-8                                                        |
| Liste des chapitres : - Heat 17 : 遅くない (Osokunai) - Heat 18 : 出会い (Deai) - Heat 19 : レッスン (Ressun) - Heat 20 : 変な子 (Hen'na Ko) - Heat 21 : ベーシック (Bēshikku) |                   |                   |                 |                                                                          |
| 6 | 17 avril 2014     | 978-4-06-371413-5 | 30 juin 2023    | 978-2-3831-6325-1                                                        |
| Liste des chapitres : - Heat 22 : 男女逆転 (Danjo Gyakuten) - Heat 23 : 結成 (Kessei) - Heat 24 : 譲歩の活路 (Jōho no Katsuro) - Heat 25 : ずるい (Zurui) - Heat 26 : 自覚せよ (Jikaku Seyo) |                   |                   |                 |                                                                          |
| 7 | 17 novembre 2014  | 978-4-06-371450-0 | —               | 978-2-3831-6523-1                                                        |
| Liste des chapitres : - Heat 27 : 途上 (Tojō) - Heat 28 : グランプリ (Guran Puri) - Heat 29 : Strange - Heat 30 : 4本足の眩暈 (4-Pon Ashi no Memai) - Heat 31 : 軽井沢合宿 (Karuizawa Gasshuku) - Heat 32 : 気負けの荒馬 (Kimake no Arauma) - Extra heat : 「リーダーとパートナーあべこべでどう組んだらいいんだよ!!」の巻 (「Rīdā to Pātonā Abekobe de dō Kundara īndayo!!」no Maki)                                                                   |                   |                   |                 |                                                                          |
| 8 | 16 octobre 2015   | 978-4-06-371468-5 | —               |                                                                          |
| Liste des chapitres : - Heat 33 : ブラインド (Buraindo) - Heat 34 : 表現者 (Hyōgen Sha) - Heat 35 : 都民大会 (Tomin Taikai) - Heat 36 : 背番号13 (Sebangō 13) |                   |                   |                 |                                                                          |
| 9 | 23 juin 2017      | 978-4-06-392588-3 | —               |                                                                          |
| Liste des chapitres : - Heat 37 : 花瓶とビア樽 (Kabin to Bia Taru) - Heat 38 : 千夏と明 (Chinatsu no Akira) - Heat 39 : Homecoming - Heat 40 : ゼロ和ゲーム (Zero wa Gēmu) - Heat 41 : 着地点 (Ki Chiten) |                   |                   |                 |                                                                          |
| 10 | 17 janvier 2020   | 978-4-06-518385-4 | —               |                                                                          |
| Liste des chapitres : - Heat 42 : 気付きと進化 (Kizuki no Shinka) - Heat 43 : 逼塞者 (Hissoku-sha) - Heat 44 : 都民大会A級戦 決勝 (Tomin Taikai Ē-kyu-sen Kesshō) - Heat 45 : 隣人 宇宙が如し (Rinjin Uchū ga Gotoshi) - Heat 46 : じゃじゃ馬ならし (Jajaumanarashi) - Heat 47 : Wリーダーの勝機 (W Rīdā no Shōki) - Heat 48 : 回帰 (Kaiki) |                   |                   |                 |                                                                          |
| 11 | 16 avril 2021     | 978-4-06-522780-0 | —               |                                                                          |
| Liste des chapitres : - Heat 49 : 都民大会A級戦 決勝 (Tomin Taikai A-kyū-sen kesshō) - Heat 50 : 都民大会A級戦 決勝② (Tomin Taikai A-kyū-sen kesshō ②) - Heat 51 : 都民大会A級戦 決勝③ (Tomin Taikai A-kyū-sen kesshō ③) - Heat 52 : 結果発表① (Kekka happyō ①) - Heat 53 : 結果発表② (Kekka happyō ②) - Heat 54 : 結果発表③ (Kekka happyō ③) - Heat 55 : 蚊が飛ぶ夜 (Ka ga tobu yoru) - Heat 56 : 見やる者 (Miyaru mono) - Heat 57 : 白裂 (Hakuretsu) |                   |                   |                 |                                                                          |
| 12 | 4 novembre 2022   | 978-4-06-529436-9 | —               |                                                                          |
| Liste des chapitres : - Heat 58 : 杳として (Yōto shite) - Heat 59 : 劣等生 (Rettō-sei) - Heat 60 : 優等生 (Yūtōsei) - Heat 60-② : 優しい人 (Yasashī hito) - Heat 61 : 新風 (Shinpū) - Heat 62 : 立ち返り路(みち)を進む (Tachikaeri-ji (michi) o susumu) - Heat 63 : 世界 変わりゆく (Sekai kawari yuku) - Heat 64 : 瓦解 (Gakai) - Heat 65 : 瓦解② (Gakai ②) - Heat 66 : 再出発 (Sai Shuppatsu)                                                        |                   |                   |                 |                                                                          |
| — |                   |                   |                 |                                                                          |
| Liste des chapitres : - Heat 67 : 来訪者 (Raihōsha) - Heat 68 : 来訪者② (Raihōsha ②) - Heat 69 : 来訪者③ (Raihōsha ③) - Heat 70 : 来訪者④ (Raihōsha ④) - Heat 71 : セパレート (Separēto) - Heat 72 : 練習会 (Renshū-kai) |                   |                   |                 |                                                                          |

### Anime
Kōdansha annonce dans le numéro de février 2017 du Monthly Shōnen Magazine que la série recevrait une adaptation en série télévisée d'animation,. Celle-ci est réalisée par Yoshimi Itazu et écrite par Kenichi Suemitsu au studio d'animation Production I.G, les chara-designs sont gérés par Takahiro Kishida et la bande originale est composée par Yuki Hayashi,,. Composé de 24 épisodes, l'auteur de la série Tomo Takeuchi a révélé dans une note publiée sur Twitter que l'anime dépasserait l'histoire du manga.
Le premier épisode est projeté en avant-première lors de la convention d'anime américaine Anime Expo le 2 juillet 2017. La série est diffusée pour la première fois sur MBS entre le 9 juillet et le 17 décembre 2017, et un peu plus tard sur Tokyo MX, BS11 et GTV,. Amazon détient les droits exclusifs de diffusion en streaming de la série au Japon et à l'étranger via son service de vidéo à la demande, Amazon Prime Video ; en français, la série est diffusée sous le titre Bienvenue au bal (Welcome to the Ballroom).
Le groupe Unison Square Garden (ja) a réalisé les chansons des opening de la série, intitulées 10% roll, 10% romance et Invisible Sensation, tandis que Mikako Komatsu a interprété celles des ending de la série, Maybe the next waltz et Swing heart direction,.

#### Liste des épisodes
| No | Titre français                       | Titre japonais                 | Titre japonais                   | Date de 1re diffusion |
| No | Titre français                       | Kanji                          | Rōmaji                           | Date de 1re diffusion |
| -- | ------------------------------------ | ------------------------------ | -------------------------------- | --------------------- |
| 1  | Bienvenue à l'Ogasawara Dance Studio | 小笠原ダンススタジオへようこそ | Ogasawara dansu sutajio e yōkoso | 9 juillet 2017        |
| 2  | Kiyoharu Hyodo                       | 兵藤清春                       | Hyōdō Kiyoharu                   | 16 juillet 2017       |
| 3  | Danse la valse                       | ワルツを踊れ                   | Warutsu o odore                  | 23 juillet 2017       |
| 4  | L'Extase du danseur                  | ダンサーズ八イ                 | Dansāzu hachi i                  | 30 juillet 2017       |
| 5  | Les Partenaires                      | パートナー                     | Pātonā                           | 30 juillet 2017       |
| 6  | Ligne de danse                       | ライン・オブ・ダンス           | Rain obu dansu                   | 13 août 2017          |
| 7  | Coupe Tenpei                         | 天平杯                         | Tenpyō hai                       | 20 août 2017          |
| 8  | Realité                              | 現実                           | Genjitsu                         | 27 août 2017          |
| 9  | Fleur et Cadre                       | 花と額縁                       | Hana to gakubuchi                | 3 septembre 2017      |
| 10 | Voltage                              | ボルテージ                     | Borutēji                         | 10 septembre 2017     |
| 11 | Évaluation                           | 評価                           | Hyōka                            | 17 septembre 2017     |
| 12 | Rencontres                           | 出会い                         | Deai                             | 24 septembre 2017     |
| 13 | Rendez-vous arrangé                  | お見合い                       | Omiai                            | 1er octobre 2017      |
| 14 | En couple                            | 結成                           | Kessei                           | 8 octobre 2017        |
| 15 | Prendre les rênes                    | じゃじゃ馬ならし               | Jajaumanarashi                   | 15 octobre 2017       |
| 16 | À quatre pattes                      | 四本足                         | Yonhon ashi                      | 22 octobre 2017       |
| 17 | L'Artiste                            | 表現者                         | Hyōgen-sha                       | 29 octobre 2017       |
| 18 | Concurrent numéro 13                 | 背番号13                       | Sebangō 13                       | 5 novembre 2017       |
| 19 | Rivale                               | 敵                             | Raibaru                          | 12 novembre 2017      |
| 20 | Amie                                 | 友達                           | Tomodachi                        | 19 novembre 2017      |
| 21 | La Porte                             | 扉                             | Doa                              | 26 novembre 2017      |
| 22 | Partenaire en contrôle               | リーダーパートナー             | Rīdā Pātonā                      | 3 décembre 2017       |
| 23 | Tradition et évolution               | 伝統と進化                     | Dentō to shinka                  | 10 décembre 2017      |
| 24 | Entrez dans la danse                 | ボールルームへようこそ         | Bōrurūmu e yōkoso                | 17 décembre 2017      |

## Réception

### Prix et classements
La série a été nommée pour le 6e Grand prix du Manga en 2013. Elle était à la neuvième position du Top 20 des mangas pour les lecteurs hommes selon le sondage du Kono Manga ga sugoi! en 2013. Elle a été placée à la septième place au Zenkoku Shotenin ga Eranda Osusume Comic 2013, un classement réalisé en 2013 des 15 premiers mangas recommandés par les librairies japonaises.
La série a été nommée une nouvelle fois pour le 8e Grand prix du Manga en 2015.

### Ventes
Le 4e volume a été vendu à 53 892 exemplaires dans la semaine du 14 au 20 avril 2013. Le 5e volume s'est vendu à 68 323 copies dans la semaine du 16 au 22 septembre 2013. Avec 64 776 exemplaires écoulés, le 6e volume de Ballroom e Yōkoso était le 10e manga le mieux vendu dans la semaine du 14 au 20 avril 2014; la semaine suivante, la vente du 6e volume est estimé à 94 999 copies. Dans la semaine du 17 au 23 novembre 2014, le 7e volume s'est vendu pour un total estimé de 77 224 exemplaires. Démarrant avec 53 853 copies vendues dans la semaine du 12 au 18 octobre 2015, le 8e volume de la série accumule un total de 101 247 exemplaires écoulés la semaine suivante. Trois jours après sa sortie, le 9e volume de Ballroom e Yōkoso s'est vendu à 55 740 copies dans la semaine du 19 au 25 juin 2017, le plaçant à la 8e place dans la vente de mangas de la semaine; sur trois semaines, le 9e volume s'est écoulé à 123 642 exemplaires.